# NGC 4924
NGC 4924 ist eine Balken-Spiralgalaxie vom Hubble-Typ SABa im Sternbild Jungfrau auf der Ekliptik. Sie ist schätzungsweise 212 Millionen Lichtjahre von der Milchstraße entfernt und hat einen Durchmesser von etwa 120.000 Lj.
Im selben Himmelsareal befinden sich u. a. die Galaxien NGC 4856, NGC 4877, NGC 4887, NGC 4902.
Das Objekt wurde am 8. Mai 1831 von John Herschel entdeckt.